# Circus (album, Britney Spears)
Circus je šesti glasbeni album ameriške glasbenice Britney Spears. Album je 28. novembra 2008 izdala založba Jive Records kot nadaljevanje njenega petega glasbenega albuma, Blackout (2007). Britney Spears je na albumu pričela delati zgodaj leta 2008, delala pa je s producenti, s katerimi je sodelovala že na prejšnjih delih, kot sta Bloodshy & Avant in Danja. Album sestavlja mešanica urban in elektronske glasbene zvrsti s klasičnim popom in dance-popom. Nekatere pesmi z albuma je napisala pevka Lady Gaga.
Album je s strani glasbenih kritikov prejel v glavnem pozitivne ocene in velikokrat so ga primerjali z njenim prejšnjim glasbenim albumom, Blackout. Komercialno je bil album precej uspešen. V Združenih državah Amerike je z več kot pol milijona prodanih izvodov v enem tednu debitiral na vrhu lestvice Billboard 200. Zaradi tega so Britney Spears omenili v Guinnessovi knjigi rekordov kot najmlajšo glasbenico, katere pet glasbenih albumov je debitiralo na vrhu te lestvice v zgodovini. Hkrati je album pristal tudi na vrhu kanadske in evropskih glasbenih lestvic.
Glavni singl z albuma, »Womanizer«, je postal svetovna uspešnica in je podrla rekord za največji skok na lestvici Billboard Hot 100, ko je skočila s šestindevetdesetega na prvo mesto. Pesem je postala njen najbolje prodajani album v Združenih državah Amerike od singla »...Baby One More Time«. Drugi singl z albuma, »Circus« je debitiral na tretjem mestu ameriške glasbene lestvice. Tretji singl z albuma, »If U Seek Amy«, je na ameriški lestvici zasedel tretje mesto. Album Circus je drugi glasbeni album Britney Spears (skupaj z albumom ...Baby One More Time) katere dva singla sta se uvrstila med prvih deset pesmi ter trije med prvih dvajset pesmi na ameriški glasbeni lestvici. Prvi singl z albuma, »Womanizer«, so nominirali za grammyja v kategoriji za »najboljše dance delo«, vendar je nagrado nazadnje dobila pesem »Poker Face« Lady Gaga. Album je njen najbolje prodajani glasbeni album od albuma In the Zone, saj je prodal več kot 8 milijonov kopij izvodov samo v Združenih državah Amerike in 4 milijone kopij izvodov drugod po svetu.
Britney Spears je začela s svojo peto turnejo za promocijo albuma, ki jo je poimenovala The Circus Starring Britney Spears. Turneja se je pričela 3. marca 2008 v areni New Orleans in končala v centru Adelaide Entertainment. Britney Spears je turnejo razdelila na štiri dele, in sicer na dva severnoameriška, evropski ter avstralski del. Na koncertu Avstraliji je ustvarila veliko kontroverznosti, saj ni pela v živo. Drugod je album promovirala s pojavi v mnogih televizijskih oddajah ter z videospotom za promocijski singl, »Kill the Lights«.

## Ozadje in snemanje
Leta 2008 so potrdili, da je Britney Spears pričela snemati svoj šesti glasbeni album. Producent Sean Garrett je potrdil, da bo sodeloval z njo pri albumu: »Zelo sem vesel, da jo bom videl okrevati in spet na odru. Res se izboljšuje in vajeti prevzema v svoje roke. Sem zelo ponosen, da jo spet vidim na odru« po njenem v medijih večkrat komentiranem živčnem zlomu. Menedžer Britney Spears, Larry Rudolph, je potrdil, da bodo album po vsej verjetnosti pričeli bolj intenzivno snemati poleti leta 2008, saj so bili zadovoljni z napredkom in številom producentov. Britney Spears je reviji OK! povedala, da na tem albumu dela najdlje in da je zaenkrat to njeno »najboljše delo«. Dodala je: »Mislim, da album vključuje več urban glasbe [...] Pesmi pišem vsak dan, točno tu, pri klavirju v moji dnevni sobi.« Producent Claude Kelly je govoril o razvoju albuma in pomanjkanju koncepta: »Ko sem odšel do Lukea, sva premišljevala o tem, da bi ustvarila nekaj zanjo, vendar nisva imela nobenega koncepta, poznala sva samo njen stil.« Album so večkrat zamenjavali z albumom glasbene skupine Take That, The Circus, ki je imel podoben naslov in je izšel ob približno istem času. Britney Spears je o naslovu povedala:
Všeč mi je dejstvo, da v cirkusu vedno sediš na robu svojega sedeža. Nikoli se ne dolgočasiš [...] Okoli tebe se enostavno dogaja toliko stvari. In želiš si vedeti, kaj se bo zgodilo po tem.

»Ko sva se z Lukeom znašla v studiu, mi je zaigral glasbo, ki jo je ustvaril zanjo in nato sva napisala pesem, ki je govorila o njenem takratnem življenju in pogledu ljudi nanjo. To je zabaven način, s katerim ljudi pripravimo do tega, da plešejo in se zabavajo, vendar pošljemo tudi neko sporočilo.«

Producent Claude Kelly govori o razvoju, vsebini in konceptu albuma.
Britney Spears je govorila tudi o tem, kaj je nameravala posneti na začetku: dejala je, da je za album želela posneti veliko materiala in potrdila, da bo sodelovala z bolj pop producenti, s kakršnemi je sodelovala na začetku svoje turneje. Potrdila je tudi, da bo album intenzivneje pričela snemati poleti leta 2008, kar so kasneje potrdili tudi producenti Sean Garrett, Danja, Guy Sigsworth in Bloodshy & Avant. Max Martin, ki je produciral njeno prvo uspešnico, »...Baby One More Time«, je produciral tretji singl z albuma, »If U Seek Amy«. Kasneje so potrdili, da bo vokale produciral Jim Beanz, ki je tudi napisal nekaj pesmi z albuma. Slednji jo je označil za »pravo profesionalko« in »enkratno«. Sodelovala je tudi s produkcijsko skupino iz Atlante, The Outsyders, ki je producirala prvi singl z albuma. Fernando Garibay je na svoji uradni spletni strani razkril, da je napisal dve pesmi Britney Spears za album Circus, in sicer »Amnesia« ter »Quicksand«, obe pa sta postali dodatni pesmi z albuma. Danja je na pesmih delal v snemalnu studiju Chalice v Los Angelesu in Britney Spears jih je posnela v studiu Glenwood Place v Burbanku. Dejal je, da so ga navdihnila dela Hansa Zimmerja, kot je soundtrack za film Pirati s Karibov: Mrtvečeva skrinja. Lil Jon, Rodney Jerkins, Sean Garrett, in Taio Cruz ter mnogi drugi so oznanili, da delajo na pesmih za novi album Britney Spears, vendar nazadnje nobena izmed teh pesmi ni izšla.

## Sestava
Album Circus vključuje mnoge različne glasbene zvrsti, kot sta dance in elektronska glasba, z mešanico popa in večkrat so ga imenovali kar za nadaljevanje njenega prejšnjega glasbenega albuma, Blackout. Britney Spears je album označila za svetlejšega od svojega predhodnika, ki je vključeval več urban glasbe. Pesmi z albuma so po stilu primerjali z deli ustvarjalcev, kot so Janet Jackson ter glasbenih skupin Eurythmics in New Order po besedilih pa s pesmimi Princea, dueta Leiber & Stoller in Phila Spectorja. Album vključuje različne glasbene zvrsti, nekatere pesmi, kot je »Mmm Papi«, pa naj bi spominjale na razna dela iz šestdesetih. Album Circus se osredotoča na različne teme in Britney Spears v njem zaigra »tako plesno divo kot pevko balad z zlomljenim srcem«. Besedila pesmi so večkrat primerjali z besedili pesmi z albuma Blackout, saj so vse »ognjene« in »provokativne«. V pesmih, kot sta »Circus« in »Kill the Lights«, besedili opisujeta slavo, tako kot v dveh njenih prejšnjih singlih, »Lucky« in »Piece of Me«. Glavni singl z albuma, »Womanizer«, ter pesem »Shattered Glass« sta pesmi, ki govorita o zapeljivem moškem. Tretja pesem z albuma, »Out from Under«, govori o koncu njenega razmerja s Kevinom Federlineom.
Prvo pesem z albuma, »Womanizer«, so izbrali za glavni singl z albuma. Besedilo pesmi, ki jo je Britney Spears označila za dekliško himno, govori o zapeljivem moškem. Pesem vključuje veliko sintetizatorja ter ponavljajoč se refren. Druga pesem z albuma, »Circus«, govori o občutkih Britney Spears kot glasbenice ter čustvih, ki jih občuti ob nastopanju, kar opiše z besedami: »Vse oči so uprte vame v centru obroča kot v cirkusu/Ko zavihtim bič, vsi obstanejo kot v cirkusu« (»All eyes on me in the centre of the ring just like a circus/When I crack that whip everybody gonna trip just like a circus«). Pesem so opisali kot »udarno elektronsko plesno delo« in jo večkrat primerjali z njeno pesmijo »Break the Ice«. Tretja pesem z albuma, »Out from Under«, si je zaradi akustičnih kitar v ozadju prislužila primerjave s pesmijo »I'm Not a Girl, Not Yet a Woman«. Besedilo pesmi naj bi govorilo o razmerju Britney Spears s Kevinom Federlineom. Pesem »Kill the Lights«, četrta pesem z albuma, je dance-pop pesem o konfliktih Britney Spears s paparazzi, zaradi česar so jo primerjali z njenim singlom »Piece of Me«. Na začetku pesmi moški glas reče: »Naša pop princesa, zdaj kraljica popa« (»our very own pop princess, now Queen of Pop«). Pesem so večkrat primerjali z Madonninimi deli. Pesem »Shattered Glass« je peta pesem z albuma in vključuje temačen elektronski ritem, njeno besedilo pa govori o razmerju, ki se ne more končati.
Šesta pesem z albuma, »If U Seek Amy«, je pop pesem z elementi »glamuroznega ravea.« Sedma pesem z albuma, »Unusual You«, je synthpop pesem, ki govori o ženski, ki nepričakovano najde ljubezen. Pesem »Unusual You« so večkrat primerjali z deli glasbene skupine Eurythmics iz osemdesetih in so jo označili za »utripajočo balado«, nekateri kritiki pa so jo primerjali še z glasbenimi temami iz devetdesetih. Pesem »Blur« je osma pesem z albuma. Je pop pesem z vplivi urban glasbe, besedilo pa govori o jutru po zabavi: »Ne spominjam se, kaj sem počela sinoči/Svoje glave ne morem postaviti pravilno, kje za vraga sem? Kdo si ti? Kaj sva počela sinoči?« (»Can't remember what I did last night/I gotta get my head right, where the hell am I? Who are you? What'd we do last night?«). Večkrat so jo primerjali s pesmijo »Early Mornin'« z njenega četrtega glasbenega albuma, In the Zone. Pesem »Mmm Papi«, deveto pesem z albuma, so glasbeni kritiki označili za latino-pop plesno pesem, ki govori o zabavi, vendar jo kritizirali, saj »prikliče spomin na Lolitino podobo, ki jo je ustvarila s pesmijo '...Baby One More Time'«. Nekateri so menili, da besedilo govori o njenem očetu, Jamieju Spearsu, drugi pa o njenem fantu, paparazzu Adnanu Ghalibu. Pesem »Mannequin«, deseta pesem z albuma, je dance-pop pesem z elementom hip hopa, kritiki pa so večkrat napisali, da je futuristična in tvegana, nekateri pa so menili, da so vokali »brez življenja«, enajsto pesem z albuma, »Lace and Leather«, pa so primerjali z deli glasbene skupine Vanity 6 iz osemdesetih. Zadnjo pesem z albuma, »My Baby«, je Britney Spears napisala za svoja sinova, Seana Prestona Spearsa in Jaydena Jamesa Spearsa.

## Sprejem kritikov
Album je s strani glasbenih kritikov prejel v glavnem pozitivne ocene. Novinarji s spletne strani Metacritic so mu dodelili 64 točk od 100. Novinar revije The A.V. Club je albumu dodelil pozitivne ocene, kar je utemeljil z besedami: »Britney Spears se je specijalizirala za tovrstne pesmi z veliko dima in ogledali in ko uživamo v tem razkošju, vrhunec pride šele z bleščečo plesno glasbo. Torej, Circus je razburljiv predvsem zato, ker je Britney Spears najbolj ustvarjalna, vendar včasih s svojo sentimentalnostjo ne zadane v polno.« Tudi novinar revije Rolling Stone je pesmi dodelil pozitivno oceno: »Britney je morda zapustila psihiatrično bolnišnico, vendar z albumom Circus dokaže, da še vedno obvlada. Klubska, pustolovska pop zvezdnica pri svojem šestem glasbenem albumu - njeni prvi od živčnega zloma in izgube skrbništva nad otrokoma - pa bi bil še boljši, če bi sledil albumu In the Zone (2003).« Novinar revije The New York Times je albumu dodelil pozitivno oceno: »Večina njenih novih pesmi je izredno svežih, prebrisanih dance-pop s pridihom šolarskega glasu. Malo pred tem so bili njeni albumi čisto mehanični, zdaj pa so jih zamenjali z melodičnimi dodatki.« Novinar revije PopMatters je albumu dodelil mešano oceno: »Glasba drsi naprej, se zlomi, se ustavi v pričakovanju in eksplodira, vendar enostavno še vseeno zveni čudovito in enkratno. Torej, ocena: z eno pesmijo nas razočara (zaradi tega se po vsej verjetnosti ni uvrstila na vrh lestvice Hot 100), kmalu pa se čudovito izboljša. Je enkratno.«
Novinar s spletne strani Allmusic je albumu dodelil mešano oceno: »Z naslovom album Circus samo potrdi, da je vse skupaj prava norišnica, kakršno je tudi življenje Britney Spears, seznani pa nas z dogodki, ki so se ji pripetili od ustvarjanja albuma Blackout.« Tudi novinar revije The Guardian je albumu dodelil mešano oceno: »Redko je, da v takšni čarobnosti najdemo podlo grozo. Album Circus ni tako slab kot nekateri drugi pop albumi, vendar so slednji privzeti ali oblikovani, hkrati pa album tudi ni tako oster in vznemerljiv kot njegovi predhodniki. Pusti te brez zaključka, ali se je Britney Spears vrnila, vendar je gotovo, da album ni tako zanimiv kot njena prejšnja dela.« Novinar revije Slant je albumu dodelil mešano oceno: »Z albumom Circus se Britney Spears znebi svoje bogate samo-referenčne drže, ki jo je skoraj nejevoljno posvojila z lanskoletnim albumom Blackout zaradi bolj tveganega vzdušja: samo-aktualizacija je po vsej verjetnosti razlog za to, da vse skupaj zveni tako prazno. Namesto valjanja v veliki drami dobimo nekaj, kar je njena osebna kriza, podobno kot pri albumu Blackout, njen novi album pa predstavlja ponovno rojstvo regresije.« Novinar revije NME, ki je albumu dodelil mešano oceno, je napisal: »Britney Spears je pri igranju privlačnosti precej preprosta. Njen glas - predelan tako, da ni več podoben glasu nečesa živega - pa vseeno še vedno zveni kot glas bivše članice Kluba Miki Miške s pesmi '…Baby One More Time'.« Novinar revije Los Angeles Times je albumu dodelil mešano oceno: »Besedilo Britney obravnava kot lutko, seks objekt, žrtev paparazzev ter v usnje odeto ljubimko, ki je postala še bolj dolgočasna. Ko še najbolj duhovite pesmi temeljijo na šalah, ki si jih pubertetniki pošiljajo preko mobitelov, veš, da je čas, da se osredotočiš na nekaj drugega. To bi lahko bila balada dueta Bloodshy & Avant, 'Unusual You', edina pesem z albuma, ki izstopa.«

## Dosežki na lestvicah
Album Circus je z več kot 505.000 prodanimi kopijami v prvem tednu debitiral na vrhu ameriške glasbene lestvice, Billboard 200. Zaradi tega si je Britney Spears leta 2010 prislužila mesto v Guinessovi knjigi rekordov kot najmlajša ženska v zgodovini, katere pet glasbenih albumov je debitiralo na vrhu te lestvice. Album je postal šesti najbolje prodajani album leta 2008. Album je med prvimi desetimi albumi lestvice ostal devet tednov, s čimer je postal njen najuspešnejši album na lestvici od albuma Oops!... I Did It Again, ki je med prvimi desetimi albumi na lestvici ostal triindvajset tednov v letu 2000. Album Circus je 29. januarja 2009 prejel platinasto certifikacijo s strani organizacije Recording Industry Association of America (RIAA). Po podatkih Nielsen SoundScana je album do decembra 2010 prodal več kot 1,6 milijonov kopij izvodov v Združenih državah Amerike. Z več kot 51.000 prodanimi izvodi je album debitiral na prvem mestu kanadske lestvice, s čimer je postal njen najuspešnejši album v tej državi od albuma Oops!... I Did It Again, ki je maja 2000 tam prodal več kot 95.000 izvodov. V manj kot mesecu dni je album Circus postal deveti najbolje prodajani album leta z več kot 143.000 prodanimi izvodi ter eden izmed desetih digitalno najbolje prodajanih albumov z več kot 10.100 prodanimi kopijami. Marca 2009 je album Circus prejel trikratno platinasto certifikacijo s strani organizacije Canadian Recording Industry Association (CRIA) za 240.000 prodanih izvodov. Na mehiški lestvici je album z 46.000 prodanimi izvodi debitiral na vrhu lestvice. Že v prvem tednu od izida je prejel zlato certifikacijo v državi.
Tudi v Oceaniji je album postal velika uspešnica. Debitiral je na tretjem mestu avstralske glasbene lestvice in po treh tednih za 70.000 prodanih izvodov je prejel platinasto certifikacijo. Od takrat je za 210.000 prodanih izvodov že prejel trikratno platinasto certifikacijo v državi. Na evropski lestvici je album ostal šestnajst tednov. V Združenem kraljestvu je album debitiral na četrtem mestu državne lestvice, na lestvici pa je vsega skupaj ostal še enaintrideset tednov. Album je v državi nazadnje prejel platinasto certifikacijo. V Franciji je album v prvih dveh dneh od izida prodal 18.319 izvodov, zaradi česar je debitiral na petem mestu glasbene lestvice v državi. Na japonski glasbeni lestvici je album zasedel peto mesto in nazadnje prejel zlato certifikacijo.

## Singli
Pesem »Womanizer« so 26. septembra 2008 izdali kot glavni singl z albuma. Britney Spears je pesem označila za dekliško himno, besedilo pa govori o zapeljivem moškem. Pesmi »Womanizer« so glasbeni kritiki dodelili v glavnem pozitivne ocene, v glavnem pa so hvalili njen refren ter močno besedilo, s to pesmijo pa naj bi se tudi uradno vrnila. Videospot za pesem, ki se je premierno predvajal 18. oktobra 2008, naj bi bil nadaljevanje videospota njene uspešnice iz leta 2004, »Toxic«. V videospotu se Britney Spears prikaže kot ženska v številnih kostumih, ki se gnusi sama sebi in sledi svojemu fantu ter ga opazuje pri dnevnih opravilih ter ga nazadnje zasači. Pesem »Womanizer« je debitirala na šestindevetdesetem mestu lestvice Billboard Hot 100, že naslednji teden pa se je že povzpela na vrh. Pesem je podrla rekord za najvišji skok na lestvici. Kasneje je njen rekord podrla Kelly Clarkson s pesmijo »My Life Would Suck Without You«. Pesem je ena izmed največjih uspešnic Britney Spears in lastno različico singla je posnelo veliko drugih glasbenikov. Pesem »Womanizer« je v Združenih državah Amerike samo digitalno prodala več kot 3.200.000 izvodov.
Pesem »Circus« so izbrali za drugi singl z albuma Circus in jo na radijskih postajah izdali na isti dan kot album. Besedilo govori o tem, kako je biti izvajalec, koncertih in o »ideji slave«. Pesem »Circus« je debitirala na tretjem mestu lestvice Billboard Hot 100. V videospotu za pesem se pokaže kot voditeljica cirkuških predstav, ki jo obkrožajo različni artisti, videospot pa prikazuje razne cirkuške scene. Videospot je s strani glasbenih kritikov prejel v glavnem pozitivne ocene, vendar so ga kritizirali zaradi »kruto treniranih živali«, vendar so kasneje to preklicali. Pesem »Circus« je izšla fizično 4. decembra 2008, dan preden je tudi uradno izšla preko spleta. Videospot je prejel nagrado Fuse TV v kategoriji za »najboljši videospot«. Pesem »Circus« je do danes prodala 2.763.000 digitalnih izvodov v Združenih državah Amerike.
Pesem »If U Seek Amy« so izbrali za tretji singl z albuma in jo izdali 10. marca 2009. Videospot za pesem so izdali 12. marca 2009 preko spletne strani Virgin Mobile ter uradne spletne strani Britney Spears. Videospot prikazuje Britney Spears kot udeleženko orgije, ki se šali iz ameriške kulture, mnogi kritiki pa menijo, da videospot prikazuje njeno preteklost. Pesem »If U Seek Amy« je zasedla devetnajsto mesto na lestvici Billboard Hot 100.
Pesem »Radar« so vključili že na njen prejšnji album, Blackout (2007) in jo kasneje izdali kot četrti singl z albuma. Kakorkoli že, izid pesmi kot singl so kasneje odpovedala, saj si je Britney Spears želela na album Circus vključiti samo nov material in leta 2008 so pesem izdali samo kot promocijski singl. Pesem »Radar« so kasneje na album Circus vključili kot dodatno pesem in 23. junija 2009 izdali kot četrti in zadnji singl z albuma. V videospotu Britney Spears zaigra plemkinjo, vpleteno v ljubezenski trikotnik z dvema moškima, polo igralcema, na dvorcu ob polo zabavi. Pesem »Radar« je na lestvici Billboard Digital Songs zaradi dobre prodaje debitirala na enainpetdesetem mestu zaradi dobre prodaje pesmi preko albuma Blackout in potem, ko so potrdili, da bo pesem izšla kot zadnji singl z albuma Circus, je debitirala na devetdesetem mestu lestvice Billboard Hot 100. Pesem je na lestvici nazadnje zasedla oseminosemdeseto mesto.

### Ostale pomembnejše pesmi
Kljub temu, da niso izšle kot singli, se je mnogo drugih pesmi z albuma Circus po izidu slednjega uvrstilo na razne Billboardove glasbene lestvice. Pesem »Shattered Glass«, ki je izšla kot B-stran singla »Unusual You«, je, na primer, zasedla sedemdeseto mesto na lestvici Billboard Hot 100, višje od četrtega singla z albuma, pesmi »Radar«. Poleg tega je pesem zasedla devetindvajseto mesto na lestvici Billboard Hot Digital Songs, hkrati pa se je uvrstila tudi na šestintrideseto mesto kanadske glasbene lestvice. Pesem je zasedla tudi sedeminpetdeseto mesto na lestvici Billboard Pop 100.
Pesem »Lace and Leather« je zasedla oseminštirideseto, pesem »Mmm Papi« pa štiriindevetdeseto mesto na lestvici Billboard Pop 100. Pesem »Out from Under« je 14. avgusta 2009 debitirala na štiridesetem mestu švedske lestvice, že naslednjega tedna pa je na lestvici zasedla dvaintrideseto mesto. Na lestvici je pesem ostala še pet tednov.

## Promocija
Da bi promovirali album je založba Jive Records ustvarila telefonski predal, preko katerega so oboževalci Britney Spears lahko puščali sporočila in nekatere je tudi poklicala nazaj. Odlomke nekaterih pesmi z albuma so še pred izidom predvajali na newyorški radijski postaji WKTU ter na spletni strani Amazon.com. MTV je 30. novembra 2008 izdal devetdesetminutni dokumentarni film z naslovom Britney: For the Record. Dokumentarni film je govoril o njeni vrnitvi v pop glasbeno industrijo. Maja 2009 so preko uradne spletne strani založbe Jive Records izdali globalno tekmovanje v fikciji za oboževalce Britney Spears, kjer so oboževalcem naročili, naj napišejo 200 besed dolgo zgodbo o eni od pesmi z albuma Circus. Javnosti so dovolili, da glasujejo za svojo najljubšo zgodbo, ki so jo kasneje spremenili v animiran videospot. Zmagovalna zgodba je temeljila na pesmi »Kill the Lights« in videospot so premierno predvajali 27. julija 2009. Britney Spears se je v glasbeno industrijo uradno vrnila s pojavom na koncertu v stadionu Dodger v sklopu Madonnine turneje Sticky & Sweet Tour, kjer se je na odru ob Madonni pojavila sredi nastopa s pesmijo »Human Nature«.
En teden pred izidom albuma je Britney Spears pričela s promocijsko turnejo Circus, v sklopu katere je nastopala v več različnih državah. 27. novembra 2008 je s pesmijo »Womanizer« nastopila na podelitvi nagrad Bambi Awards v Offenburgu, Nemčija, kjer je bila nagrajena z nagrado v kategoriji za »najboljšega mednarodnega pop ustvarjalca«. Poleg tega je pesem »Womanizer« 29. novembra tistega leta izvedla še v britanski oddaji The X Factor, s čimer je končala z nastopi po Evropi v sklopu promocijske turneje. Njen nastop v oddaji si je ogledalo okoli 11.880.000 Britancev. Britney Spears je drugi singl z albuma, »Circus«, premierno izvedla v sklopu promocijske turneje v newyorški oddaji Good Morning America, kjer je 2. decembra 2008, na svoj 27. rojstni dan in dan izida albuma Circus, izvedla tudi pesem »Womanizer« in večina njenih oboževalcev je ta nastop obravnavalo kot njeno uradno vrnitev na sceno. 15. decembra 2008 je Britney Spears obiskala popularno japonsko glasbeno oddajo Hey! Hey! Hey!, kjer je nastopila s pesmijo »Womanizer«. Naslednjega dne je Britney Spears s strani japonske organizacije NTV prejela naziv »najboljšega ustvarjalca leta 2008«.

### Turneja
Turnejo The Circus Starring Britney Spears je Britney Spears potrdila 2. decembra 2008 med nastopom v oddaji Good Morning America. Je njena peta koncertna turneja. Oznanila je, da bo v sklopu turneje priredila petindvajset koncertov v Severni Ameriki ter dva koncerta v Združenem kraljestvu. Turneja se je pričela 3. marca 2009 v areni New Orleans in končala v centru Adelaide Entertainment. Kasneje je Britney Spears nastopila tudi v Avstraliji. Oder je bil sestavljen iz treh obročev, ki so bili postavljeni tako, da so spominjali na cirkus. Kostume sta oblikovala modna oblikovalca Dean in Dan Caten. Na oder so postavili tudi velikanski ekran v obliki cilindra, ki je v ozadju prikazoval razne posnetke. Dodatne učinke je urejalo podjetje Solotech. Na turneji so v glavnem nastopali s pesmimi z albumov In the Zone, Blackout in Circus. Junija 2009 je Britney Spears oznanila, da bo v sklopu turneje prvič nastopila tudi v Avstraliji. Govorilo se je tudi, da bo nastopila tudi v Južni Ameriki, vendar je njen menedžer, Adam Leber, to kasneje zanikal, čeprav je priznal, da so se trudili za to. Njen dolgoletni menedžer, Larry Rudolf, je dejal, da bo turneja »presenetila ljudi, Britneyjini oboževalci pa je zagotovo ne bodo nikoli pozabili.« Kasneje je dodal: »Celotno turnejo bo izvedla s pospešeno hitrostjo - vse skupaj bo trajalo kakšno uro in pol. Je zelo intenzivno. To je turneja, zelo podobna Britney Spears. Je vse, kar od nje pričakujemo - in več!« Britney Spears je razložila, da ker za promocijo albuma Blackout ni organizirala turneje, zato je bila še bolj navdušena, ker so na turneji izvajali še pesmi s tega albuma.
Turneji so glasbeni kritiki dodelili v glavnem pozitivne ocene. Veliko jih je pohvalilo estetiko ter jo pohvalili, saj naj bi bila zelo zabavna, nekateri pa so kritizirali dejstvo, da »ni pela v živo.« Temu je sledila kontroverznost na enem izmed avstralskih koncertov, saj so tamkajšnji novinarji pričeli poročati, da je veliko število oboževalcev dvorano zapustilo kar sredi koncerta. Kakorkoli že, predstavniki Britney Spears so to kasneje zanikali. Turneja naj bi bila četrta najbolje prodajana severnoameriška turneja samostojnega ustvarjalca tistega leta. Februarja 2010 je podjetje Pollstar izdalo svoj seznam 50 najboljših svetovnih turnej leta 2009. Po svetu so turnejo imenovali za peto najbolje prodajano svetovno turnejo leta z 131,8 milijoni zasluženih $. Maja 2010 je revija Hollyscoop turneji dodelila peto mesto na seznamu 15 najbolj dobičkonostnih turnej ženskih ustvarjalk vseh časov.

## Seznam pesmi
| Št. | Naslov                  | Pisec                                                                                      | Producent(i)                 | Dolžina |
| --- | ----------------------- | ------------------------------------------------------------------------------------------ | ---------------------------- | ------- |
| 1.  | „Womanizer‟             | Nikesha Briscoe, Rafael Akinyemi                                                           | K. Briscoe/The Outsyders     | 3:44    |
| 2.  | „Circus‟                | Lukasz Gottwald, Claude Kelly, Benjamin Levin                                              | Dr. Luke, Benny Blanco       | 3:12    |
| 3.  | „Out from Under‟        | Shelly Peiken, Arnthor Birgisson, Wayne Hector                                             | Guy Sigsworth                | 3:53    |
| 4.  | „Kill the Lights‟       | Nathaniel Hills, James Washington, Luke Boyd, Marcella Araica                              | Danja                        | 3:59    |
| 5.  | „Shattered Glass‟       | Gottwald, Kelly, Levin                                                                     | Dr. Luke, Benny Blanco       | 2:52    |
| 6.  | „If U Seek Amy‟         | Max Martin, Shellback, Savan Kotecha, Alexander Kronlund                                   | Max Martin                   | 3:36    |
| 7.  | „Unusual You‟           | Christian Karlsson, Pontus Winnberg, Henrik Jonback, Kasia Livingston                      | Bloodshy & Avant             | 4:21    |
| 8.  | „Blur‟                  | Hills, Stacy Barthe, Araica                                                                | Danja                        | 3:07    |
| 9.  | „Mmm Papi‟              | Britney Spears, Henry Walter, Adrien Gough, Peter-John Kerr, Nicole Morier                 | Let's Go to War              | 3:22    |
| 10. | „Mannequin‟             | Spears, Harvey Mason, Jr., Rob Knox, James Fauntleroy II                                   | Harvey Mason, Jr., Rob Knox  | 4:06    |
| 11. | „Lace and Leather‟      | Gottwald, Levin, Frankie Storm, Ronnie Jackson                                             | Dr. Luke, Benny Blanco       | 2:47    |
| 12. | „My Baby‟               | Spears, Sigsworth                                                                          | Guy Sigsworth                | 3:18    |
| 13. | „Radar‟ (dodatna pesem) | Karlsson, Winnberg, Jonback, Balewa Muhammad, Candice Nelson, Ezekiel Lewis, Patrick Smith | Bloodshy & Avant, The Clutch | 3:48    |

| Britanska in japonska verzija z dodatnimi pesmimi | Britanska in japonska verzija z dodatnimi pesmimi | Britanska in japonska verzija z dodatnimi pesmimi | Britanska in japonska verzija z dodatnimi pesmimi | Britanska in japonska verzija z dodatnimi pesmimi |
| Št.                                               | Naslov                                            | Pisec                                             | Producent(i)                                      | Dolžina                                           |
| ------------------------------------------------- | ------------------------------------------------- | ------------------------------------------------- | ------------------------------------------------- | ------------------------------------------------- |
| 14.                                               | „Amnesia‟                                         | Fernando Garibay, Livingston                      | Fernando Garibay                                  | 3:56                                              |

| iTunesova verzija z dodatnimi pesmimi | iTunesova verzija z dodatnimi pesmimi                                                          | iTunesova verzija z dodatnimi pesmimi                                     | iTunesova verzija z dodatnimi pesmimi | iTunesova verzija z dodatnimi pesmimi |
| Št.                                   | Naslov                                                                                         | Pisec                                                                     | Producer(i)                           | Dolžina                               |
| ------------------------------------- | ---------------------------------------------------------------------------------------------- | ------------------------------------------------------------------------- | ------------------------------------- | ------------------------------------- |
| 14.                                   | „Trouble‟ (Prej naročena dodatna pesem)                                                        | Karlsson, Winnberg, Jonback, Muhammad, Nelson, Lewis, Smith, L.A. Zaldaña | Bloodshy & Avant, The Clutch          | 3:35                                  |
| 15.                                   | „Quicksand‟ (Evropska verzija z dodatnimi pesmimi, ki ni izšla v Veliki Britaniji in Franciji) | Stefani Germanotta, Garibay                                               | Fernando Garibay                      | 4:05                                  |

| Musicloadova verzija z dodatki | Musicloadova verzija z dodatki | Musicloadova verzija z dodatki               | Musicloadova verzija z dodatki | Musicloadova verzija z dodatki |
| Št.                            | Naslov                         | Pisec                                        | Producent(i)                   | Dolžina                        |
| ------------------------------ | ------------------------------ | -------------------------------------------- | ------------------------------ | ------------------------------ |
| 14.                            | „Rock Boy‟                     | Tina Parol, Hills, Araica, Michael Shimshack | Danja                          | 3:23                           |

| Dodatna verzija spletne strani Britney.com | Dodatna verzija spletne strani Britney.com       | Dodatna verzija spletne strani Britney.com                                | Dodatna verzija spletne strani Britney.com | Dodatna verzija spletne strani Britney.com |
| Št.                                        | Naslov                                           | Pisec                                                                     | Producent(i)                               | Dolžina                                    |
| ------------------------------------------ | ------------------------------------------------ | ------------------------------------------------------------------------- | ------------------------------------------ | ------------------------------------------ |
| 14.                                        | „Phonography‟                                    | Karlsson, Winnberg, Jonback, Muhammad, Nelson, Lewis, Smith, L.A. Zaldaña | Bloodshy & Avant, The Clutch               | 3:35                                       |
| 15.                                        | „Amnesia‟                                        | Garibay, Livingston                                                       | Fernando Garibay                           | 3:56                                       |
| 16.                                        | „Womanizer‟ (Kaskadeov radijski remix #2)        | Briscoe, Akinyemi                                                         |                                            | 3:12                                       |
| 17.                                        | „Womanizer‟ (zvezdniški remix Juniorja Vasqueza) | Briscoe, Akinyemi                                                         |                                            | 7:29                                       |

| Tajvanski promocijski CD z remixi | Tajvanski promocijski CD z remixi                               | Tajvanski promocijski CD z remixi |
| Št.                               | Naslov                                                          | Dolžina                           |
| --------------------------------- | --------------------------------------------------------------- | --------------------------------- |
| 1.                                | „Womanizer‟ (Sodaboysov remix)                                  | 3:57                              |
| 2.                                | „Womanizer‟ (razširjeni remix Bennyja Benassija)                | 6:16                              |
| 3.                                | „Womanizer‟ (Tonalov razširjeni remix)                          | 5:30                              |
| 4.                                | „Circus‟ (Remix Linusa Lovesa)                                  | 4:39                              |
| 5.                                | „Circus‟ (Villainsov remix)                                     | 5:15                              |
| 6.                                | „Circus‟ (radijski remix Joeja Bermudeza)                       | 3:40                              |
| 7.                                | „If U Seek Amy‟ (funk generacijski radijski remix Mikea Rizzoa) | 3:25                              |
| 8.                                | „If U Seek Amy‟ (Weirdov radijski remix)                        | 5:15                              |
| 9.                                | „Radar‟ (Tonalov radijski remix)                                | 4:00                              |
| 10.                               | „Radar‟ (remix dueta Bloodshy & Avant)                          | 5:44                              |

### Dodatne verzije
Založba Jive Records je 2. decembra 2008 izdala tudi dodatek, dvodelno dodatno verzijo albuma Circus, ki jo je prvič potrdila spletna stran Amazon.com. Dodatna verzija vsebuje dve dodatni pesmi, »Rock Me In« ter »Phonography« ter dodatni DVD. V Evropski uniji je izšla 28. novembra 2008, v Avstraliji in na Filipinih 29. novembra 2008, v Združenem kraljestvu pa 1. decembra 2008. Dodatna verzija vključuje tudi dvodelni poster za zbiratelje.
| Verzija z dodatnimi pesmimi | Verzija z dodatnimi pesmimi | Verzija z dodatnimi pesmimi                                 | Verzija z dodatnimi pesmimi  | Verzija z dodatnimi pesmimi |
| Št.                         | Naslov                      | Pisec                                                       | Producent(i)                 | Dolžina                     |
| --------------------------- | --------------------------- | ----------------------------------------------------------- | ---------------------------- | --------------------------- |
| 14.                         | „Rock Me In‟                | Spears, Greg Kurstin, Morier                                | Greg Kurstin                 | 3:17                        |
| 15.                         | „Phonography‟               | Karlsson, Winnberg, Jonback, Muhammad, Nelson, Lewis, Smith | Bloodshy & Avant, The Clutch | 3:35                        |
| Skupna dolžina:             | Skupna dolžina:             | Skupna dolžina:                                             | Skupna dolžina:              | 53:05                       |

| Japonska in britanska verzija z dodatnimi pesmimi | Japonska in britanska verzija z dodatnimi pesmimi | Japonska in britanska verzija z dodatnimi pesmimi | Japonska in britanska verzija z dodatnimi pesmimi | Japonska in britanska verzija z dodatnimi pesmimi |
| Št.                                               | Naslov                                            | Pisec                                             | Producent(i)                                      | Dolžina                                           |
| ------------------------------------------------- | ------------------------------------------------- | ------------------------------------------------- | ------------------------------------------------- | ------------------------------------------------- |
| 16.                                               | „Amnesia‟                                         | Garibay, Livingston                               | Fernando Garibay                                  | 3:56                                              |

| Verzija z dodatki z DVD vsebino | Verzija z dodatki z DVD vsebino              | Verzija z dodatki z DVD vsebino |
| Št.                             | Naslov                                       | Dolžina                         |
| ------------------------------- | -------------------------------------------- | ------------------------------- |
| 1.                              | „Ustvarjanje albuma‟                         | 9:33                            |
| 2.                              | „Womanizer (režiserjev odlomek)‟ (Videospot) | 3:45                            |
| 3.                              | „Galerija fotografij‟                        | 2:00                            |

| Japonska verzija z dodatki z DVD vsebino | Japonska verzija z dodatki z DVD vsebino | Japonska verzija z dodatki z DVD vsebino |
| Št.                                      | Naslov                                   | Dolžina                                  |
| ---------------------------------------- | ---------------------------------------- | ---------------------------------------- |
| 4.                                       | „Ustvarjanje videospota pesmi »Circus«‟  | 3:20                                     |
| 5.                                       | „Circus‟ (Videospot)                     | 3:34                                     |

## Ostali ustvarjalci
- Navedeno z zadnje strani albuma.[124]

Nastopajoči
| - Britney Spears – primarna ustvarjalka, spremljevalni vokali, klavir - Cathy Dennis – spremljevalni vokali - Greg Kurstin – bas kitara, kitara, klaviatura - Guy Sigsworth – kitara, sintetizator - Max Martin – spremljevalni vokali - Leah Haywood – spremljevalni vokali - Andy Page – sintetizator, akustična kitara, klavir, elektronska kitara, kitara, sintetizator, bas kitara - Chris B. Worthy – kitara - Nicole Morier – spremljevalni vokali - Kesha Sebert - spremljevalni vokali | - Henrik Jonback – bas kitara, kitara - Windy Wagner – spremljevalni vokali - Lukasz »Dr. Luke« Gottwald – kitara, bobni, klaviatura - Kasia Livingston – spremljevalni vokali - Debi Nova – spremljevalni vokali - Candice Nelson – spremljevalni vokali - Claude Kelly – spremljevalni vokali - Luke Boyd – spremljevalni vokali - Myah Marie – spremljevalni vokali - Fernando Garibay – spremljevalni vokali, sintetizator - Stefani Germanotta – spremljevalni vokali |

Ostalo
| - Teresa LaBarbera Whites – A&R - Jackie Murphy – umetniška režija - Jeri Heiden – umetniška režija - John Heiden – oblikovanje - Nick Steinhardt – oblikovanje | - Kate Turning – fotografije - Steven Jacobi – produkcija - Laura Duncan – garderoba - Chris McMillan – lasje - Pati Dubroff – ličila |

Tehnično
| - David Boyd – inženir - Greg Kurstin – skladatelj, programiranje, producent, inženir - Shelly Peiken – skladateljica - Guy Sigsworth – skladatelj, producent, programiranje tolkal - Ron Taylor – digitalno urejanje - Tom Coyne – urejanje - Max Martin – skladatelj, programiranje, producent - Harvey Mason, ml. – skladatelj, producent - Britney Spears – skladateljica - Andrew Hey – inženir - Andrew Wyatt – inženir - Balewa Muhammad – skladatelj - Emily Wright – inženirka, urejanje vokalov - Wayne Hector – skladatelj - Andy Page – inženir, programiranje tolkal - Eric Weaver – inženir - Arnthor Birgisson – skladatelj - Dabling Harward – inženir - Nicole Morier – skladatelj, vokalna producentka - Henrik Jonback – skladatelj, inženir - Teresa LaBarbera Whites – producentka - Seth Waldmann – inženir - Larry Rudolph – producent, video producent - Ezekiel Lewis – skladatelj - Lukasz »Dr. Luke« Gottwald – skladatelj, programiranje - Alexander Kronlund – skladatelj - Kasia Livingston – skladateljica | - Nathaniel »Danja« Hills – skladatelj - Candice Nelson – skladateljica - James Fauntleroy – skladatelj - Claude Kelly – skladatelj, vokalni producent - Marcella »Ms. Lago« Araica – skladateljica, inženirka - Jim Beanz – inženir, vokalni producent - Frankie Storm – skladatelj - Luke Boyd – skladatelj - Rob Knox – skladatelj, producent - Brendan Dekora – inženir, snemanje vokalov - Savan Kotecha – skladatelj - Karl Schuster – skladatelj - Nikesha Briscoe – skladatelj - Pontus Winnberg – skladatelj - Stacy Barthe – skladateljica - Adrien Gough – skladatelj - Peter John-Kerr – skladatelj - Jim Carauna – skladatelj - Ronnie Jackson – skladateljica - Rafael Akinyemi – skladatelj - Ezekial Lewis – skladatelj - James Washington – skladatelj - Henry Walter – skladatelj - Christian Karlsson – skladatelj - Benjamin Levin – skladatelj - Patrick Smith – skladatelj - Stefani Germanotta – skladateljica |

## Dosežki in certifikacije

### Dosežki
| Lestvica                                                                | Dosežek |
| ----------------------------------------------------------------------- | ------- |
| Argentina (Cámara Argentina de Productores de Fonogramas y Videogramas) | 2       |
| Avstralija (ARIA)                                                       | 3       |
| Avstrija (Ö3 Austria Top 40)                                            | 9       |
| Belgija (Valonija; Ultratop 40)                                         | 4       |
| Belgija (Flandrija; Ultratop 50)                                        | 7       |
| Kanada (Canadian Albums Chart)                                          | 1       |
| Češka (IFPI)                                                            | 23      |
| Danska (Danish Albums Chart)                                            | 4       |
| Nizozemska (MegaCharts)                                                 | 10      |
| Finska (YLE)                                                            | 16      |
| Francija (SNEP)                                                         | 3       |
| Nemčija (Media Control Charts)                                          | 9       |
| Grčija (Greek Album Chart)                                              | 1       |
| Madžarska (Mahasz)                                                      | 22      |
| Irska (IRMA)                                                            | 2       |
| Italija (FIMI)                                                          | 9       |
| Japonska (Oricon - Državno)                                             | 5       |
| Japonska (Oricon - Mednarodno)                                          | 1       |
| Mehika (Top 100 Mexico)                                                 | 3       |
| Nova Zelandija (RIANZ)                                                  | 6       |
| Norveška (VG-lista)                                                     | 21      |
| Portugalska (Portugal Albums Chart)                                     | 28      |
| Poljska (Polish Music Charts)                                           | 32      |
| Rusija (Russian Top 100)                                                | 1       |
| Španija (Spanish Albums Chart)                                          | 10      |
| Švedska (Sverigetopplistan)                                             | 19      |
| Švica (Media Control Charts)                                            | 1       |
| Združeno kraljestvo (UK Albums Chart)                                   | 4       |
| Združene države Amerike (Billboard 200)                                 | 1       |

|

### Certifikacije
| Država                         | Certifikacija |
| ------------------------------ | ------------- |
| Argentina (CAPIF)              | Zlata         |
| Avstralija (ARIA)              | 2× platinasta |
| Belgija (BEA)                  | Zlata         |
| Kanada (Music Canada)          | 3× platinasta |
| Francija (SNEP)                | Zlata         |
| Arabija (IFPI - Srednji vzhod) | Zlata         |
| Nemčija (BVMI)                 | Zlata         |
| Madžarska (Mahasz)             | Zlata         |
| Irska (IRMA)                   | Platinasta    |
| Japonska (RIAJ)                | Zlata         |
| Mehika (AMPROFON)              | Zlata         |
| Nova Zelandija (RIANZ)         | Platinasta    |
| Poljska (ZPAV)                 | Zlata         |
| Rusija (NFPF)                  | 2× platinasta |
| Švica (IFPI - Švica)           | Zlata         |
| Združeno kraljestvo (BPI)      | Platinasta    |
| Združene države Amerike (RIAA) | Platinasta    |

### Lestvice ob koncu leta
| Leto | Država                  | Dosežek |
| ---- | ----------------------- | ------- |
| 2008 | Grčija                  | 23      |
| 2008 | Avstralija              | 25      |
| 2008 | Nova Zelandija          | 36      |
| 2008 | Mehika                  | 44      |
| 2008 | Velika Britanija        | 61      |
| 2008 | Danska                  | 33      |
| 2009 | Mehika                  | 51      |
| 2009 | Združene države Amerike | 6       |
| 2009 | Avstralija              | 47      |
| 2009 | Danska                  | 91      |
| 2009 | Velika Britanija        | 139     |

### Ostali pomembnejši dosežki
| Predhodnik: Chinese Democracy od Guns N' Roses | Prvo mesto na tajski glasbeni lestvici 12. december 2008                   | Naslednik: Breakout od Miley Cyrus                           |
| Predhodnik: Chinese Democracy od Guns N' Roses | Prvo mesto na švicarski glasbeni lestvici 14. december 2008                | Naslednik: Der Mann Mit Der Mundharmonika od Michaela Hirtea |
| Predhodnik: Chinese Democracy od Guns N' Roses | Prvo mesto na kanadski glasbeni lestvici 20. december 2008                 | Naslednik: Dark Horse od Nickelbacka                         |
| Predhodnik: Chinese Democracy od Guns N' Roses | Prvo mesto na evropski glasbeni lestvici 20. december 2008                 | Naslednik: Black Ice od AC/DC                                |
| Predhodnik: 808s & Heartbreak od Kanyea Westa  | Prvo mesto na ameriški glasbeni lestvici (Billboard 200) 20. december 2008 | Naslednik: Fearless od Taylor Swift                          |
| Predhodnik: Ранетки od Ранетки                 | Prvo mesto na ruski glasbeni lestvici 12. januar 2009                      | Naslednik: Стас Михайлов od Жизнь-Река                       |